# Andreas Hadik von Futak
Hrabia (Graf) Andreas Hadik von Futak węg. András Hadik (ur. 16 października 1710, zm. 12 marca 1790) – węgierski hr. Futak, austriacki marszałek polny, dowódca korpusu austriackiej armii podczas wojny siedmioletniej (służył pod księciem Karolem Aleksandrem Lotaryńskim). Gubernator Galicji i Lodomerii od stycznia do czerwca 1774. Przewodniczący Nadwornej Rady Wojennej (Hofkriegsrat) od 1774 do 1790 (do śmierci). Jego synem był Karl Joseph Hadik, a córką Anna Maria, żona Jerzego Marcina Lubomirskiego.

## Życiorys

### 1710-1756
Urodził się w Kőszeg w słowackiej rodzinie pochodzącej z drobnej szlachty. Dobrowolnie zaciągnął się do regimentu huzarów Ghilányi, gdy miał 20 lat. W wieku lat 22 zyskał rangę oficerską w austriackim regimencie huzarów Dessewffy. Hadik walczył w wojnie o sukcesję polską (1733-1738) i w wojnie z Turcją (1735-1739). W 1738 Hadik został kapitanem.
Gdy toczyła się wojna o sukcesję austriacką (1740-1748) zyskał sławę dzięki swym śmiałym akcjom przeciw Prusakom w Nysie. Maria Teresa Habsburg nadała mu rangę pułkownika-adiutanta. W 1744 został pułkownikiem dowodzącym własnym regimentem huzarów. Pod koniec wojny w 1747 został generałem i dowódcą brygady kawalerii.

### 1756-1763
Gdy wybuchła wojna siedmioletnia (1756-1763) Fryderyk Wielki, król Prus maszerował na południe. Hadik z siłą zaledwie 5000 huzarów wymanewrował Prusaków i zdobył na pewien czas Berlin. Zabił około 800 obrońców miasta i uprowadził 400 jeńców. Miasto zapłaciło mu kontrybucję w wysokości 200 000 talarów. Hadik przywłaszczył sobie (i dla swych żołnierzy) część tej sumy – 25 000 talarów. Później, gdy Hadik był już szefem Hofkriegsratu, Fryderyk nigdy doń się nie odezwał ani nie napisał nie mogąc mu zapomnieć zajęcia Berlina.
W roku 1758 zdobył miasto Pirna z twierdzą Sonnenstein za co otrzymał 19 grudnia stopień gen. kawalerii. W 1762 Hadik przejął dowództwo naczelne nad armią I Rzeszy, z którą odniósł wiele sukcesów. Jednak w bitwie pod Freibergiem w Saksonii (29 października) został doszczętnie rozbity przez oddziały, którymi dowodził brat króla Prus, książę Henryk Pruski.

### 1764-1790
Hadik został w 1764 gubernatorem Siedmiogrodu (Siebenbürgen), był przewodniczącym kongresu w Karłowicach. Po wycofaniu się konfederatów barskich, przez Barwinek przekroczył granicę Polski razem z oddziałami gen. Esterházyego dokonującymi rozbioru Polski w imieniu Cesarstwa Austrii, a w końcu w styczniu 1774 został gubernatorem Galicji, gdzie stacjonował z armią od lipca 1772. 14 maja 1774 został mianowany marszałkiem polnym.
Urząd gubernatora złożył już w czerwcu 1774. Później został Präsident des Hofkriegsrates w Wiedniu, i był nim aż do śmierci z małą przerwą, kiedy to w 1789 cesarz Józef II Habsburg powołał go na głównodowodzącego armii walczącej z Turcją. Zachorował jednak podczas oblężenia Belgradu i złożył dowództwo w ręce gen. Laudona. Hadik von Futak stał jednak przy łożu umierającego Józefa II, kilka tygodni przed własną śmiercią.
Andreas Hadik von Futak zmarł 12 marca 1790 w Wiedniu i został pochowany w Futaku. Pozostawił dziennik (Tagebuch), który stanowi cenne źródło historyczne.
W 1758 Hadik von Futak otrzymał odznaczenie: krzyż wielki Orderu Marii Teresy. W 1769 otrzymał od cesarzowej posiadłość Futak, a 26 maja 1771 otrzymał tytuł szlachecki von Futak.